# Ants Antson
Ants Antson (ros. Антс Антсон; ur. 11 listopada 1938 w Tallinnie, zm. 31 października 2015 tamże) – estoński łyżwiarz szybki, reprezentujący ZSRR, mistrz olimpijski i mistrz Europy.

## Kariera
Do radzieckiej, a także światowej czołówki awansował w 1964 roku. Podczas igrzysk olimpijskich w Innsbrucku triumfował na dystansie 1500 metrów wyprzedzając Holendra Keesa Verkerka oraz Norwega Villy’ego Haugena. Na tych samych igrzyskach był też piąty w biegu na 10 000 m. W tym samym roku zdobył też złoty medal na wielobojowych mistrzostwach Europy w Oslo. Pozostałe miejsca na podium zajęli kolejno Jurij Jumaszew z ZSRR oraz Per Ivar Moe z Norwegii. Był też między innymi czwarty na wielobojowych mistrzostwach świata w Oslo w 1967 roku, gdzie walkę o medal przegrał z Fredem Antonem Maierem z Norwegii. Rok później wystąpił na igrzyskach olimpijskich w Grenoble, zajmując dwunastą pozycję w biegu na 1500 m. Był też mistrzem ZSRR na dystansach oraz w wieloboju (jedyny tytuł wywalczył w 1967 roku).
W 1964 roku uhonorowano go Nagrodą Oscara Mathisena. Ustanowił jeden rekord świata.
W 1992 roku był chorążym reprezentacji Estonii podczas ceremonii otwarcia igrzysk olimpijskich w Albertville – były to pierwsze igrzyska Estonii po odzyskaniu przez ten kraj niepodległości.
Zmarł 31 października 2015.

## Odznaczenia
- Order Estońskiego Czerwonego Krzyża II Klasy – 2001[4]